# Biselium
Biselium, según afirma Varrón, significaba una silla muy ancha, en la que podían sentarse dos personas a la vez. 
El permiso de poderse servir de una silla semejante en los espectáculos, en los teatros y en los otros lugares públicos, se llamaba honor biseli. Festo dice que el pueblo acordó el derecho de tener una silla curul en el circo al dictador Valerio y a su posteridad.
Aquellos a quienes el pueblo o los magistrados concedían esta distinción eran llamados biselari. 